# 정정아
정정아(1977년 2월 13일 ~ )는 대한민국의 배우이자 희극인이다.

## 학력
- 서울예술대학교 연극과 전문학사
- 한국방송통신대학교 유아교육학과 학사
- 세종대학교 대학원 영화연기예술학과 석사

## 출연작

### 드라마
- 2024년 웹드라마 《공동조례구역: JOA》 - 차영숙 역
- 2022년 디즈니+ 《키스 식스 센스》 - 강상구의 부인 역
- 2021년 채널A 《쇼윈도: 여왕의 집》 - 미세스 정 역
- 2020년 JTBC 《쌍갑포차》 - 가게 갑질 손님 역 (특별출연)
- 2018년 XtvN 《복수노트 2》 - 정정아 역
- 2018년 KBS2 《인형의 집》 - 전현주 역
- 2017년 웹드라마 《달빛남녀》 - 토스트 이모 역
- 2015년 대교어린이TV 《어울림》
- 2013년 KBS 《드라마 스페셜 - 그 여름의 끝》 - 주인공 친구 역
- 2013년 KBS 《사랑과 전쟁》
- 2007년~2012년 KBS 《산너머 남촌에는》 - 우정미 역
- 2008년~2009년 KBS 《청춘예찬》 - 주애순 역
- 2007년 KBS 《드라마시티 - 꽃밭에서》
- 2006년 MBC 《베스트극장 - 액션배우 정맑음》
- 2006년 KBS 《드라마시티 - 트렁크》
- 2005년 MBC 《변호사들》 - 은혜 역
- 2004년 KBS 《백설공주》
- 2002년 SBS 《야인시대》 - 순이 역

### 영화
- 2018년 <신 전래동화> - 고조선 원장 역
- 2015년 <어울림> - 진상녀 역
- 2013년 <공사중> - 진상녀 역
- 2011년 <골든 글러브> - 아내 역
- 2007년 <화려한 휴가> - 미쓰 리 역
- 2006년 <아주 특별한 손님> - 간호사 역
- 2005년 <작업의 정석> - 지원 비서 역

### 예능
- 2014년 KBS <아침마당>
- 2014년 JTBC <집밥의 여왕> - 황금주걱
- 2014년 MBC every1 <무한걸스> - 못친소 게스트
- 2009년 KBS joy <미녀들의 1박 2일> - MC
- 2007년 리얼TV <가면유희> - MC
- 2002년 MBC 느낌표 <길거리 특강> 반장 역
- 1999년 KBS 감성채널 '대학 명물팀'

### 공연
- 2014년 <감자> - 복녀 역
- 2013년 <미운 남자> - 과학교사이자 아내 역
- 2011년 <달마야 놀자> - 비구니 역
- 2000년 <검찰관> - 1인 다역
- 1999년 <리투아니아> - 술집주인 역
- 1999년 <락 애랑전> - 애랑 역
- 1998년 <배비장전> - 애랑 역